# Oeoniella aphrodite
Oeoniella aphrodite là một loài thực vật có hoa trong họ Lan. Loài này được (Balf.f. & S.Moore) Schltr. mô tả khoa học đầu tiên năm 1918.